# Гексацианоферрат(III) кальция
Гексацианоферрат(III) кальция — неорганическое соединение,
комплексная соль кальция и гексацианожелезной(III) кислоты с формулой Ca3[Fe(CN)6]2,
растворяется в воде,
образует кристаллогидрат — красные кристаллы.

## Получение
- Нейтрализация гексацианожелезной(III) кислоты карбонатом кальция:

{\displaystyle {\mathsf {3CaCO_{3}+2H_{3}[Fe(CN)_{6}]\ {\xrightarrow {}}\ Ca_{3}[Fe(CN)_{6}]_{2}+3CO_{2}\uparrow +3H_{2}O}}}  6Ca(CN)2+2FeCl3=Ca3[Fe(CN)6]2+3CaCl2
- Смешивание раствора гексацианоферрата(II) кальция с небольшим избытком гексацианоферрата(III) марганца и после фильтрации осадка выпаривание образовавшегося раствора под вакуумом[1].

## Физические свойства
Гексацианоферрат(III) кальция образует
кристаллогидрат состава Ca3[Fe(CN)6]2•12H2O — красные игольчатые кристаллы,
хорошо растворяется в воде

## Химические свойства
Соединение устойчиво в сухом воздухе при нагревании до 100 °C и в холодном водном растворе, однако при кипячении в водном растворе распадается с выделением синильной кислоты, гидроксида кальция и осадка оксида железа(III):
{\displaystyle {\mathsf {Ca_{3}[Fe(CN)_{6}]_{2}+9H_{2}O\ {\xrightarrow {}}\ 12HCN+Fe_{2}O_{3}\downarrow +3Ca(OH)_{2}}}}

## Применение
- Компонент катализатора полимеризации эпоксидов[3].